# Julio René Sotelo
Julio René Sotelo (nacido el 19 de julio de 1954 en Quitilipi, Chaco, Argentina) es un abogado y político argentino.

## Reseña biográfica
Abogado y político argentino, es hijo de Mari Valentinotti y René James Sotelo (1928-1981), este último reconocido abogado, educador e indigenista que realizó la obra más importante en cuanto a la educación y alfabetización en la población aborigen del Chaco, además de trabajar en la revalorización de las culturas étnicas más importantes de esa provincia.
Finalizó sus estudios secundarios su ciudad natal, con el título de Maestro Normal Nacional. Posteriormente egresó con el título de abogado de la Facultad de Derecho, Ciencias Sociales y Políticas de la Universidad Nacional del Nordeste (U.N.N.E.) en la ciudad de Corrientes.
Como político, desde su inicio estuvo directamente ligado al Partido Justicialista, siendo consejero provincial, congresal nacional electo en varias oportunidades y tres veces Secretario General.
Como duncionario público se desempeñó en cargos locales y provinciales, entre ellos como concejal por la ciudad de Quitilipi, diputado provincial, donde fuera elegido por sus pares como Presidente de la Cámara de Diputados. Fue llamado por el gobernador Danilo Luis Baroni a desempeñarse como Ministro de Gobierno, Justicia y Educación de la Provincia del Chaco. Fue presidente del bloque del Partido Justicialista en la Convención Constituyente de la Reforma Constitucional Chaqueña de 1994. Estuvo al frente de la Coordinación de las Provincias del NEA (Chaco, Corrientes, Formosa, y Misiones) dependiente de la Secretaría de Municipios del Ministerio del Interior de la Nación. Fue designado como Vicepresidente del Nuevo Banco del Chaco y luego como Secretario General de la Gobernación de la Provincia Chaco. Actualmente se desempeña como parlamentario del Mercosur elegido por la Provincia del Chaco, Argentina.

## Función Pública
- Concejal de la localidad de Quitilipi (1983 – 1985)
- Diputado Provincial (1987 – Septiembre/1990)
- Ministro de Gobierno Justicia y Educación de la Provincia del Chaco (Septiembre/1990 – 1991)
- Presidente del Bloque del Partido Justicialista, y Convencional Constituyente (1994)
- Presidente Cámara de Diputados (1995– 1997)
- Presidente del Bloque de Diputados del Partido Justicialista (1997 – 2003)
- Coordinador de las Provincias del NEA de la Secretaría de Municipios del Ministerio del Interior de la Nación (2003 – 2005)
- Vicepresidente del Nuevo Banco del Chaco (2008 – 2012)
- Secretario General de la Gobernación (2012 – 2014)
- Parlamentario del Mercosur. (Integrante de la Mesa Directiva y Vicepresidente del Bloque FPV-PJ en el 2016) (2015 – 2019)

## Presidente Instituto de Capacitación Política "Juan D. Perón"
Fue fundador y lleva adelante la Presidencia del Instituto de Capacitación Política “Juan Domingo Perón” de la Provincia del Chaco (Chaco), organización sin fines de lucro que se dedica a realizar conferencias, capacitaciones, cursos, posgrados, charlas, debates totalmente gratuitos con el objetivo de proveer herramientas a la sociedad, respetando el principio doctrinario de la igualdad de oportunidades.
El Instituto de Capacitación Política Juan D. Perón como asociación civil, tiene los siguientes fines:
- Estudiar y realizar investigaciones de carácter político, histórico e historiográfico, critico, filosófico, y social referido al pasado, presente y futuro de las instituciones y referentes del país y del mundo.
- Organizar debates , simposios , conferencias y congresos a nivel municipal , provincial , nacional e internacional conducente al objeto de su constitución.
- Publicar gacetillas, folletos, libros, páginas de internet y todos aquellos instrumentos de publicación e información.
- Organizar una biblioteca y/o hemeroteca , videoteca y/o museo especializado en el tema y el desarrollar un ambiente de cordialidad y solidaridad entre los asociados , quienes gozaran de todos los beneficios sociales posibles que sean compatibles con el objeto de la entidad y, asimismo , propenderá el mejoramiento intelectual y cultura de los mismos.